# NGC 7167
NGC 7167 est une galaxie spirale barrée située dans la constellation du Verseau. Sa vitesse par rapport au fond diffus cosmologique est de 2 272 ± 21 km/s, ce qui correspond à une distance de Hubble de 33,5 ± 2,4 Mpc (∼109 millions d'al). NGC 7167 a été découverte par l'astronome britannique John Herschel en 1834.
La classe de luminosité de NGC 7167 est III et elle présente une large raie HI. Elle renferme également des régions d'hydrogène ionisé. Selon la base de données Simbad, NGC 7167 est une candidate au titre de galaxie à noyau actif.
À ce jour, trois mesures non basées sur le décalage vers le rouge (redshift) donnent une distance de 30,333 ± 0,603 Mpc (∼98,9 millions d'al), ce qui est tout juste à l'extérieur des valeurs de la distance de Hubble.